# 劳里·马里亚迈基
劳里·马里亚迈基（芬蘭語：Lauri Marjamäki，1977年5月29日—），芬兰冰球教练。他曾带领芬兰国家队参加2018年冬季奥林匹克运动会冰球比赛，结果队伍获得第六名。

## 家庭
妻子萨丽·马里亚迈基。